# Port lotniczy Zarka
Port lotniczy Zarka – port lotniczy położony w miejscowości Az-Zarka w Jordanii. Używany jest przez armię jordańską.